# Jos Daman
Jos Daman, född 15 oktober 1945, är en belgisk bågskytt. Han deltog vid olympiska sommarspelen 1972.